# Liste der deutschen Botschafter in Panama
Die Liste der deutschen Botschafter in Panama enthält die Botschafter der Bundesrepublik Deutschland in Panama. Sitz der Botschaft ist in Panama-Stadt.
| Name                     | Amtszeit  | Anmerkungen                            |
| ------------------------ | --------- | -------------------------------------- |
| Georg Graf zu Pappenheim | 1957–1960 | bis 1959 Gesandter, danach Botschafter |
| Fritz Gajewski           | 1961–1966 |                                        |
| Kajus Köster             | 1966–1970 |                                        |
| Erwin Kothny             | 1970–1972 |                                        |
| Günther Schlegelberger   | 1972–1974 |                                        |
| Gerhard Mikesch          | 1974–1975 |                                        |
| Adolf Ederer             | 1975–1979 |                                        |
| Günther Beckers          | 1979–1981 |                                        |
| Walter Wellhausen        | 1982–1985 |                                        |
| Bernhard Wolf            | 1985–1988 |                                        |
| Götz von Boehmer         | 1988–1991 |                                        |
| Adolf Eberhart           | 1991–1993 |                                        |
| Volker Anding            | 1993–1996 |                                        |
| Erich Riedler            | 1997–1999 |                                        |
| Georg von Neubronner     | 1999–2003 |                                        |
| Borusso von Blücher      | 2003–2009 |                                        |
| Michael Grau             | 2009–2012 |                                        |
| Hermann-Josef Sausen     | 2012–2015 |                                        |
| Karl-Otto König          | 2015–2017 |                                        |
| Uwe Wolfgang Heye        | 2017–2020 |                                        |
| Martina Klumpp           | 2020–2023 |                                        |
| Joachim Schmillen        | seit 2023 |                                        |